# Louis Roederer
Louis Roederer is een champagnehuis, dat in Reims is gevestigd.

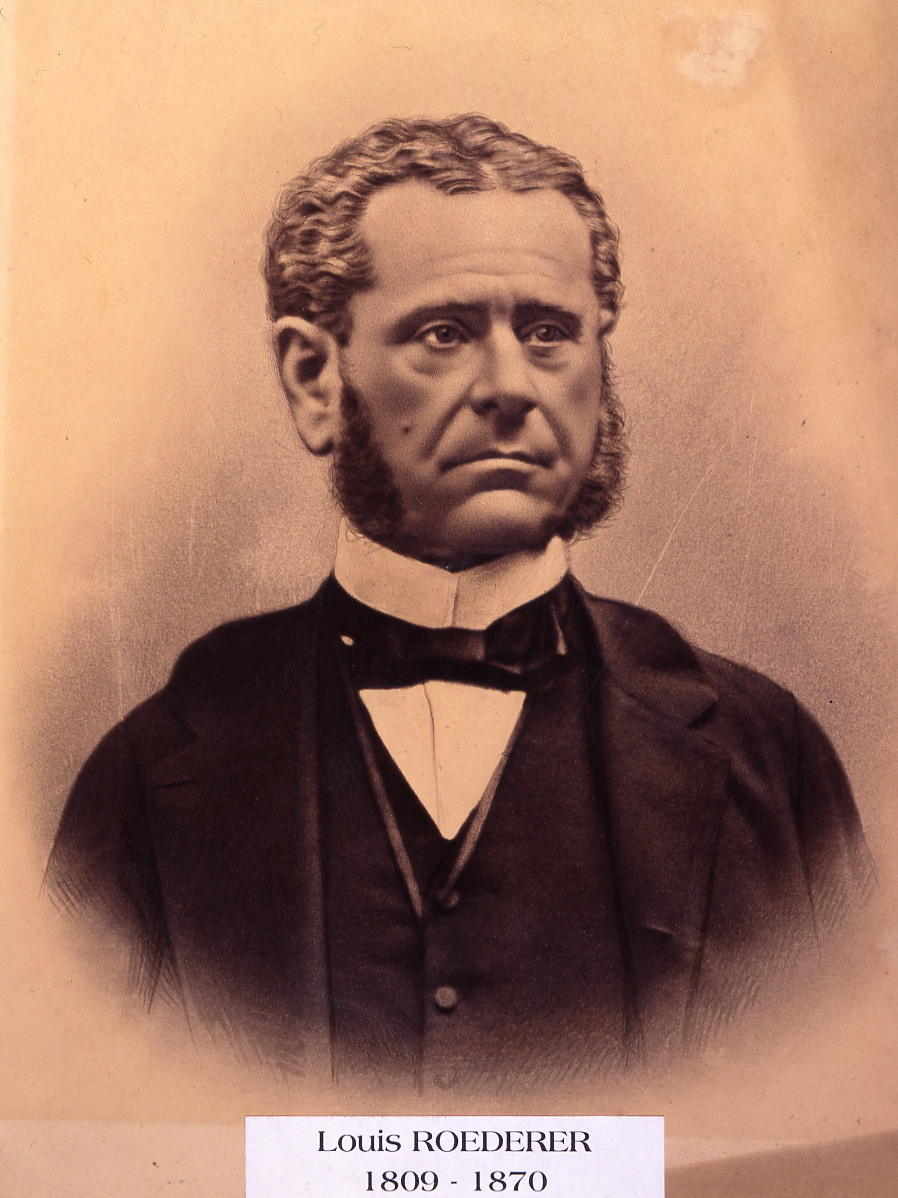
Louis Roederer 1809-1870

Het huis is een van de oudste onder de champagnehuizen en werd in 1776 als Dubois Père & Fils opgericht. In 1833 erfde Louis Roederer het bedrijf en hij vernoemde het bedrijf naar zichzelf.

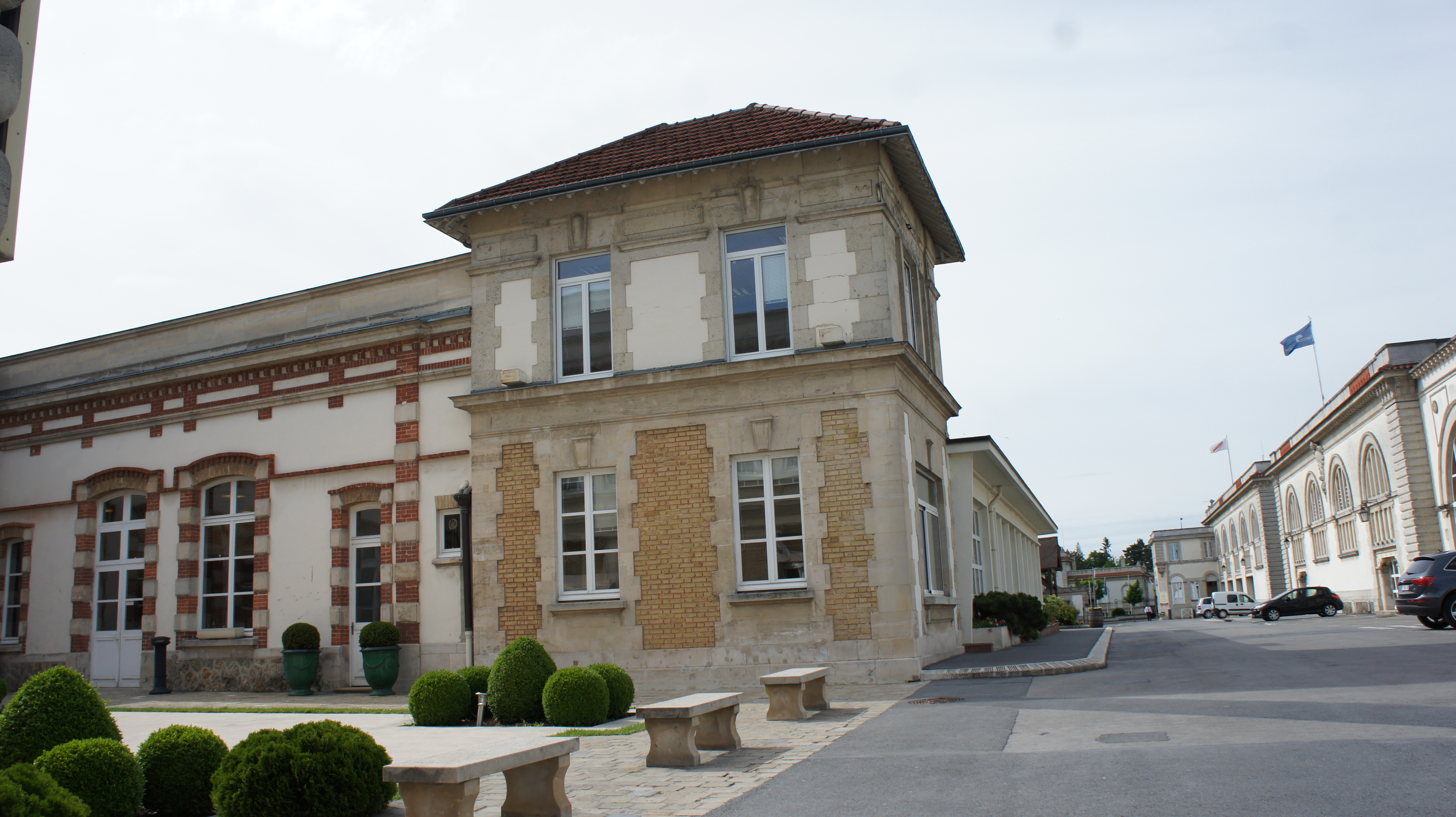
Gebouwen Roederer

Roederer verkocht een groot deel van de omzet in Rusland. Een van de tsaren, ook zijn huishouding kocht Roederer, wenste een 'eigen' fles te zien om zich van de andere Russische klanten te onderscheiden. Daarom werd een kristallen fles vervaardigd. Dit kristal is zo sterk dat de fles geen ziel nodig heeft. Tsaar Nicolaas II van Rusland maakte Roederer tot zijn hofleverancier en het bedrijf had groot succes tot de Russische Revolutie en de Amerikaanse drooglegging een groot deel van de vraag deden opdrogen.
Roederer bezit 214 hectare wijngaarden en kan daarmee voor 66% in de eigen behoefte aan druiven voorzien. De rest wordt bij boeren ingekocht. Het gebruik van veel pinot noir in de assemblages maakt Roederer tot een huis dat in de traditie van Reims werkt. Roederer gebruikt net als Bollinger en Krug alleen de eerste en grote cru's van de champagne en de vintage cuvées laat men bij Roederer nog steeds enige tijd op eiken vaten rijpen.
Bijzonder is dat Roederer de "taille" (tweede persing) van de chardonnay gebruikt. Deze is zoeter dan de cuvée (eerste persing) en bevat minder van de in champagne onwelkome tannine. De taille van de pinot noir en pinot meunier wordt verkocht aan mindere producenten. Roederer voorkomt door de wijn te koelen dat deze in de winter een spontane melkzuurgisting ondergaat, daarvan zou de wijn volgens de keldermeesters en assembleurs van Roederer "minder levendig" worden. Andere champagnehuizen laten de melkzuurgisting of malolactische gisting wél gebeuren omdat "de diepte en complexiteit daardoor toenemen". Het huis Louis Roederer gebruikt bij de assemblage van champagne ook de taille van de chardonnay, andere huizen doen dat niet. De taille van de chardonnay is soms wél goed bruikbaar omdat deze rijker aan suikers is en minder zuur is dan de cuvée van deze druiven.
De champagnes van Louis Roederer zijn typisch voor de "style de Reims" waar de champagnehuizen altijd veel pinot noir hebben gebruikt. Louis Roederer is net als Mumm, Veuve Clicquot en Laurent-Perrier een "pinot noir-huis".

## Champagnes
- Louis Roederer Brut Premier, een extra droge champagne, geassembleerd met pinot noir en chardonnay in een verhouding van 2:1. Deze champagne bevat een klein aandeel pinot meunier. Dit is de goedkoopste champagne van dit huis.
- Louis Roederer Carte Blanche, een démi-sec-champagne, geassembleerd met pinot noir en chardonnay in een verhouding van 2:1.
- Louis Roederer Blanc de Blancs. Deze "witte wijn van witte druiven" is uitsluitend uit chardonnay bereid.

De "vintage cuvées" of "millésimes". Alle voor deze wijnen gebruikte druiven zijn in hetzelfde jaar geplukt.
- Louis Roederer Vintage Brut, een droge champagne met pinot noir en chardonnay in een verhouding van ongeveer 7:3.
- Louis Roederer Vintage Rosé, een roséchampagne met pinot noir en chardonnay in een verhouding van ongeveer 7:3 met toevoeging van rode wijn voor de kleur.

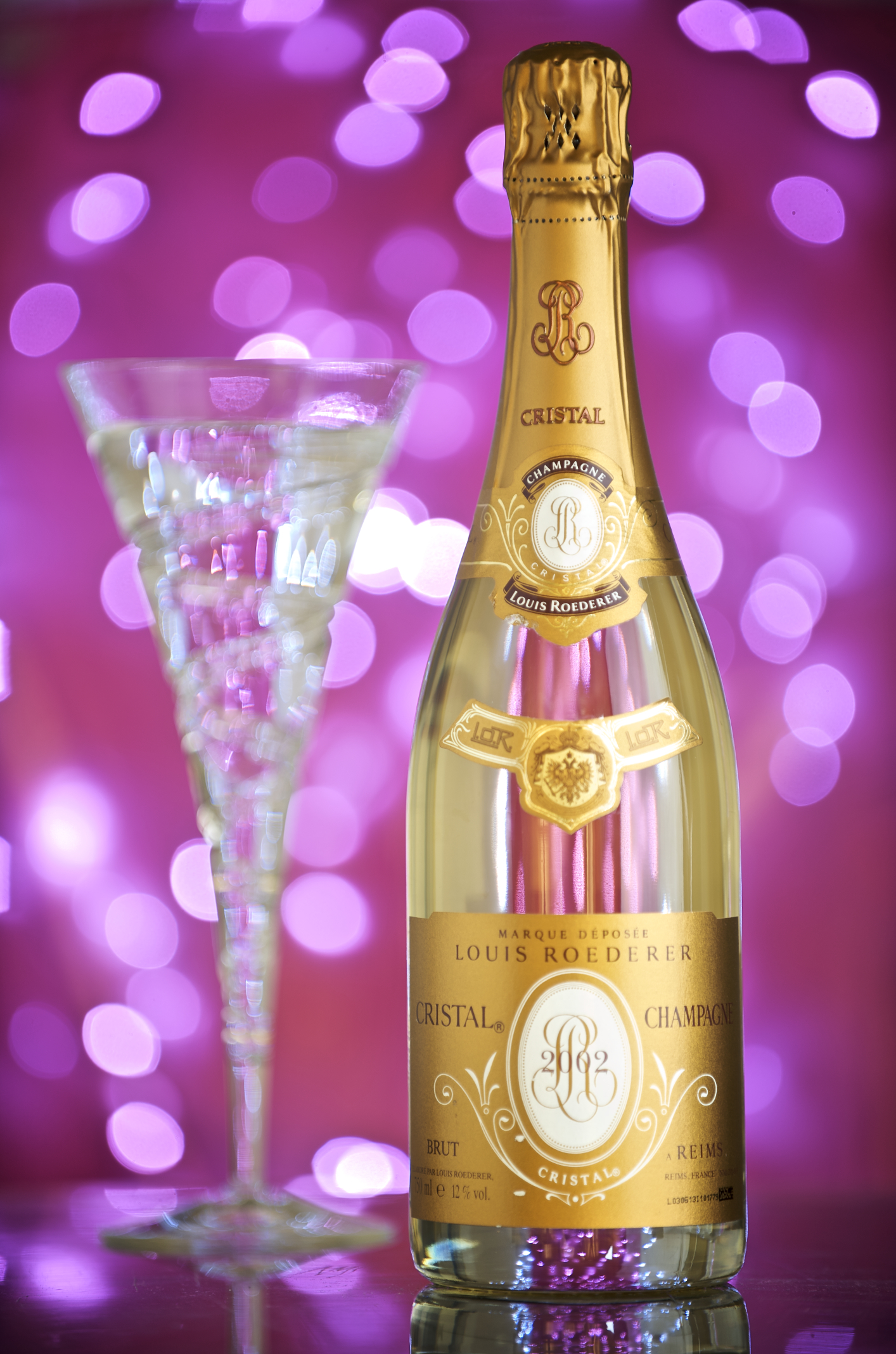
Een fles Louis Roederer Cristal

- Louis Roederer cuvée Cristal, een assemblage van gelijke delen chardonnay, en pinot noir. De drank werd in 1876 voor het eerst gecreëerd voor Alexander II van Rusland.

- Louis Roederer cuvée Cristal Rosé, een assemblage met iets meer pinot noir dan chardonnay, met toevoeging van rode wijn voor de kleur.

Het huis Roederer vult per jaar ongeveer 3,2 miljoen flessen. Daarvan wordt 70 tot 80% met het etiket Louis Roederer Brut Premier verkocht.
De Louis Roederer Cristal Brut is duur. De 2002 Louis Roederer Cristal Brut kost rond de 280 dollar per fles. Deze wijn werd in een overzicht van 22 professionele proeverijen als de op drie na beste champagne beoordeeld. Beter waren alleen 2002 enige millésimes van Krug.